# هالدور آسگریمسون
هالدور آسگریمسون (انگلیسی: Halldór Ásgrímsson؛ ۸ سپتامبر ۱۹۴۷ – ۱۸ مهٔ ۲۰۱۵) یک سیاست‌مدار اهل ایسلند بود.